# Cerkiew św. Paraskiewy w Chełmie
Cerkiew św. Paraskiewy – nieistniejąca cerkiew prawosławna w Chełmie.
Autorem projektu świątyni był Aleksandr Puring, architekt prawosławnej eparchii chełmskiej. Budynek reprezentował styl bizantyjsko-rosyjski. Inspiracją dla Puringa był wygląd soboru św. Aleksandra Newskiego w Warszawie. Architekt w swoim projekcie powielił zastosowany w tej budowli podział powierzchni elewacji na trzy pola, portale nawiązujące do stylu romańskiego i szeroki fryz u nasady okien.
Rozpoczęta w 1913 budowa cerkwi została przerwana dwa lata później, gdy Rosjanie i prawosławne duchowieństwo Chełma udali się na bieżeństwo. Do tego momentu nie wykonano wnętrza obiektu. W 1919 cerkiew została zaadaptowana na dom ludowy. W 1929 podjęto rozbiórkę obiektu, przerwaną po protestach ludności. Ostatecznie dawna cerkiew została zniszczona w 1931.